# Schiaparelli (cratère martien)
Pour les articles homonymes, voir Schiaparelli.
Schiaparelli est un vaste cratère d'impact de 471 km de diamètre traversant l'équateur de la planète Mars et situé par 2,7° S et 16,7° E.

## Géographie et géologie

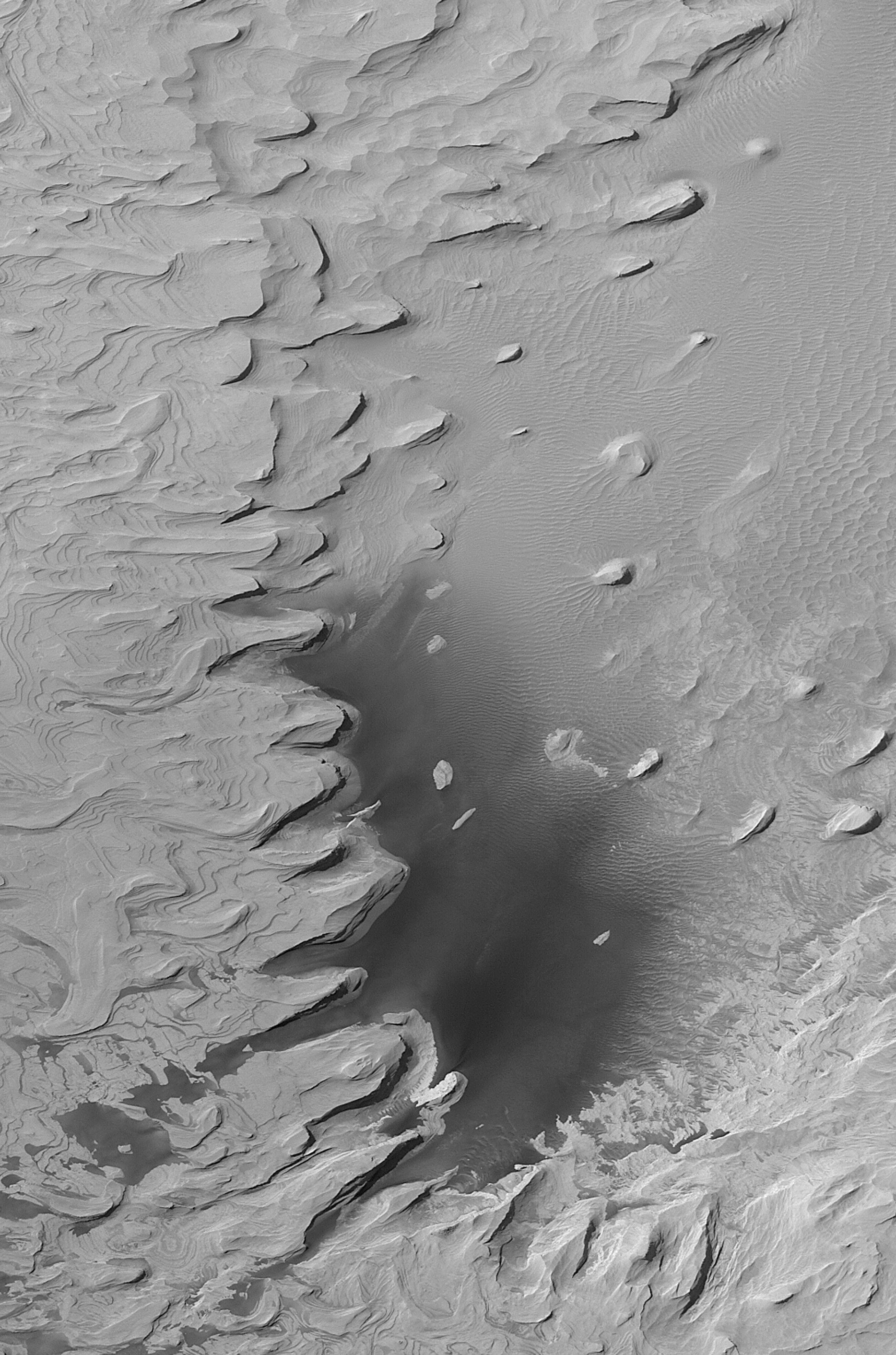
Roches stratifiées au nord-ouest du cratère Schiaparelli par 0,15° N et 14,4° E vues par la MOC de MGS le 30 octobre 2001.

Nommé d'après l'astronome Giovanni Schiaparelli, ce cratère se trouve à l'est de Meridiani Planum dans la région d'Arabia Terra et en bordure occidentale de Terra Sabaea, au sud-ouest des cratères Tikhonravov, Arago et Henry, dans une région au relief et à l'altitude modérés identifiée en 2002 par la sonde Mars Odyssey comme étant particulièrement riche en hydrogène — et donc en eau ; les autres régions riches en eau à la surface de Mars se situeraient plutôt à des latitudes élevées — hormis Lucus Planum, aux antipodes d'Arabia Terra — ce qui rend ce cratère intéressant par sa localisation équatoriale.
Sa falaise méridionale est traversée par plusieurs vallées d'aspect hydrologique, désignées collectivement par Brazos Valles.

Le cratère Schiaparelli est situé presque entièrement dans le quadrangle de Sinus Sabaeus dans l'hémisphère sud et déborde légèrement au sud du quadrangle d'Arabia dans l'hémisphère nord. Des structures en couches ont été observées au fond d'un petit cratère situé dans le cratère Schiaparelli, ce qui suggère des variations climatiques cycliques à l'échelle de la planète, peut-être des cycles de Milankovitch plus particulièrement en rapport avec des variations d'obliquité de l'axe de rotation.

## Postérité
Dans le roman Seul sur Mars (2011) d'Andy Weir et son adaptation en long métrage de 2015, Schiaparelli est le site d'atterrissage d'Ares 4, la quatrième mission habitée sur Mars. Le protagoniste, Mark Watney, un astronaute d'Ares 3 bloqué sur la planète, doit se rendre d'Acidalia Planitia à Schiaparelli, un voyage de 3 200 kilomètres.